# غوردون دين
غوردون دين (بالإنجليزية: Gordon Dean)‏ هو سياسي أسترالي، ولد في 16 سبتمبر 1943 في ماكاي في أستراليا. حزبياً، نشط في الحزب الليبرالي الأسترالي. وقد انتخب عضو مجلس النواب الأسترالي عن دائرة هربرت ‏ (10 ديسمبر 1977 – 5 مارس 1983).